# John Michael Rist
John Michael Rist (* 6. Juli 1936 in Romford) ist ein britisch-kanadischer Philosoph, Philosophiehistoriker und Altphilologe.

## Leben
Von 1944 bis 1954 besuchte Rist die Brentwood School. Von 1956 bis 1959 studierte er am Trinity College der University of Cambridge (Minor, dann Senior Scholar) (1957 Classical Preliminaries in Cambridge, Class 1, 1958 Classical Tripos Part 1, Class 1 1959 Classical Tripos Part 2 (Spezialgebiet: antike Philosophie), Class 1 1963 M.A. (Cantab.)). Er lehrte am University College von Toronto (1959–1963 Lecturer in Greek, 1963–1965 Assistant Professor of Greek, 1965–1969 Associate Professor of Greek). Von 1969 bis 1980 lehrte er als Professor of Classics an der University of Toronto. Von 1980 bis 1983 war er Regius Professor of Classics an der University of Aberdeen. Von 1983 bis 1996 war er Professor of Classics and Philosophy an der University of Toronto. Seit 1998 ist er Gastprofessor am Institutum Patristicum Augustinianum. Von 2012 bis 2014 war er Kurt Pritzl O.P. Professor of Philosophy an der Catholic University of America.
Seine Forschungsschwerpunkte sind die Stoa, Epikur, Platon, Aristoteles, der Platonismus, der Neuplatonismus, der christliche Platonismus, Augustinus und die antike Ethik.

## Ehrungen
- 1976 Mitglied der Royal Society of Canada
- 2002 Ehrendoktor der Pontificia Università della Santa Croce

## Schriften (Auswahl)
- Eros and Psyche:  Studies in Plato, Plotinus and Origen. Toronto 1964. Italienische Ausgabe (Vita e Pensiero series, Mailand 1995).
- Plotinus:  The Road to Reality. Cambridge University Press, Cambridge 1967. Italienische Ausgabe mit neuer Einleitung (Melangolo, Genua 1995).
- Stoic Philosophy. Cambridge University Press, Cambridge 1969. Spanische Übersetzung mit neuer Einleitung (Critica, Barcelona 1995).
- Epicurus:  An Introduction. Cambridge University Press, Cambridge 1972. Italienische Ausgabe (Mursia 1978); katalanische Übersetzung (Santa Coloma de Queralt, 2008).
- (Hrsg.) The Stoics. California University Press, 1978.
- On the Independence of Matthew and Mark. Cambridge, N.T.S. Monograph Series 32, 1978.
- Human Value:  A Study of Ancient Philosophical Ethics (= Philosophia Antiqua 40). Leiden 1982.
- Platonism and Its Christian Heritage. London 1985.
- The Mind of Aristotle. Toronto 1989.
- Augustine: Ancient Thought Baptized. Cambridge 1994. Italienische Ausgabe (Vita e Pensiero, Mailand, 1997).
- Man, Soul and Body: Essays in Ancient Thought from Plato to Dionysius. London 1996.
- On Inoculating Moral Philosophy against God. Marquette University Press, Milwaukee 2000, ISBN 0-87462-167-4.
- What is Truth? From the Academy to the Vatican. Cambridge 2008, ISBN 978-0-521-88901-8.
- Plato’s moral realism. The discovery of the presuppositions of ethics. Washington, D.C. 2012, ISBN 978-0-8132-1980-6.
- Augustine deformed. Love, sin, and freedom in the western moral tradition. New York 2014, ISBN 978-1-107-07579-5.